# 건국유소중고등학교
건국 유·소·중·고등학교(建国幼・小・中・高等学校)는 일본 오사카부 오사카시 스미요시구에 위치한 재일 한국인 조규훈씨가 설립한 민족학교이다.

## 개요 및 연혁
오사카에 위치한 건국학교는 일본으로 건너간 한국인 1세대 어르신들 및 학생들이 1946년에 뜻을 모아 '건국공업학교' 및 '건국고등여학교'로 세운 학교이다. 이듬해인 1947년에 '건국중학교'로 개칭했으며, 1948년에는 '건국고등학교', 1949년에는 '건국소학교', 그리고 1997년에는 '건국유치원'을 설립하였다.
대한민국 정부에서는 1977년에 민족학교로 인정을 하고 지원을 해주기 시작하였다. 이로써 한·일 양국의 지원을 받으며 운영되고 있지만, 일본의 공립학교의 무상교육과 건국학교의 낙후된 시설 등으로 인해 어려운 상황에 놓여있[었으나 2015년 3월 새로운 시설들의 신관을 완공하였다. http://keonguk.ac.jp/school/facility/]다.
건국학교에는 재일동포 자녀들이 대다수를 이루고 있고, 학교에는 당당히 태극기가 걸려있고 애국가와 이곳 저곳에서 한글을 볼 수 있을 만큼 일본 속에서 한국의 정신을 잃지 않고 있다.
일본 학습 지도요령에 따라 한국어와 한국사 시간을 제외한 수업의 대부분이 일본어로 진행되고, 일본 정부의 검정 교과서로 수업을 하며 일본인 학생도 입학할 수 있다.

## 같이 보기
- 서울일본인학교
- 부산일본인학교